# Pachycondyla hartwigi
Pachycondyla hartwigi is een mierensoort uit de onderfamilie van de Ponerinae. De wetenschappelijke naam van de soort is voor het eerst geldig gepubliceerd in 1948 door Arnold.